# Jan Sachse
Jan Sachse, także Johannes Saxo (urodz.?, zm. po 1283) – komtur królewiecki w latach 1262–1274.

## Życiorys
Jan Sachse do Prus przybył około roku 1258 i przebywał tu według źródeł do kwietnia 1283 roku. Od początku związany był tylko i wyłącznie z królewieckim konwentem. Przez pierwsze cztery lata pobytu w Królewcu, służył jako zwykły brat zakonny, później jego rola wzrosła. Apogeum kariery przypadło na lata 1262–1274, kiedy to z rąk mistrza krajowego Helmeryka von Würzburga otrzymał urząd komtura Królewca. Po ustąpieniu ze stanowiska Jan Sachse przebywał w stolicy Sambii do roku 1283.